# Viento Helm
El Viento Helm es un viento que sopla en Cumbria, Inglaterra. Es un viento del noreste que sopla por la ladera suroccidental de la escarpadura Cross Fell. Es el único viento con nombre propio de las islas británicas. Puede que el nombre derive de la palabra inglesa helmet, esto es, "yelmo", o "gorro de nubes" (Pileus), en referencia a las nubes que se forman por encima de Cross Fell, también llamadas como Helm Bar, una línea de nubes sobre los valles que pueden predecir y acompañar a un helm. Es un ejemplo local de un viento foehn fuerte que sopla ladera abajo en sotavento desde las barreras montañosas.
La investigación sobre el viento fue llevada a cabo por Gordon Manley en los años 30. Interpretó el fenómeno en términos hidrodinámicos como una "onda estacionaria" y "rotor", un modelo confirmado en 1939 por vuelos de planeador.

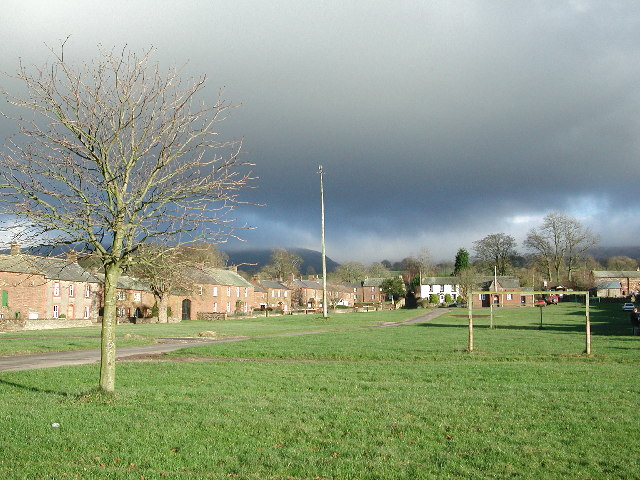
Milburn, Cumbria. La imagen muestra nubes borrascosas de un viento Helm bajando de los Pennine Fells. 13 de diciembre de 2001.

## El viento Helm en Mallerstang
El valle en la cabecera del valle de Eden tiene su propio viento Helm, que barre la pequeña localidad de Mallerstang Edge, afectando en particular la parte central del valle. Puede ser igualmente fuerte y soplar durante dos días o más, sonando a veces como un tren expreso. Como con el viento en Cross Fell, su llegada se ve acompañada por la formación de una densa capa de nubes (un "Helm Bar") que, en este caso, se forma a lo largo del terreno alto en el lado oriental del valle.